# Polynowe Pole
Połynowe Pole – ukraiński zespół rockowy ze Lwowa wykonujący gothic metal. Został założony w 2004 roku. Pierwszy  jego koncert odbył się w lutym 2005 roku. Styl muzyczny „Połynowego Pola” jest określany jako gothic metal, chociaż niektóre utwory przypisuje się do metalu symfonicznego oraz doom metalu.

## Historia
Wiosną 2005 roku, tworząc pierwszy materiał, muzycy nagrali EP-kę z czterech utworów. „Połynowe Pole” uczestniczyło też w koncertach i festiwalach rockowych we Lwowie i innych miastach na zachodniej Ukrainie. 
W 2006 roku zespół kontynuował koncerty i nagrania EP-ki, bierał udział w festiwalach „Rock Sicz”, „Taras Bulba” i dużej liczbie mniejszych koncertów na zachodniej Ukrainie. 
Po znacznej zmianie w składzie na początku 2007, muzyka „Połynowe Pole” zmieniła się – stała się cięższa, melodyjna i wróciła bliżej Gothic Metal. Do zespołu dołączyli się nowi członkowie, wśród nich – solistka Lwowskiej Filharmonii Marianna Łaba.
„Połynowe Pole” powróciło na scenę w lipcu 2007. Następny rok przynosi kolejne zwycięstwo w historii zespołu – Grand Prix festiwalu „Taras Bulba - 2008”. Pod koniec 2008 zespół nadal prowadził aktywną działalność koncertową, a jesienią po raz kolejny zaczął nagrania w studio, gdzie stworzył pierwszą oficjalną płytę  – „Czysti duszi”. Wiosną 2009 pojawiła się druga oficjalna płyta – „Na semy witrach”, do której były włączone najważniejsze utwory ze wszystkich poprzednich lat twórczości. W 2009 roku zespół dawał koncerty i kontynuował pisanie nowych utworów. We wrześniu tego roku, „Połynowe Pole” wystąpiło na największym w Europie Wschodniej Gothic Festival – „Dity Noczi: Czorna Rada”. W październiku tego roku zespół rozpoczął prace nad nagraniem trzeciej płyty „Pid chołodnym kamenem”, która została wydana pod koniec grudnia 2009 roku.
W trakcie swojego istnienia „Polynowe Pole” grało na jednej scenie z takimi zespołami jak „Wij”, „Wopli Widoplasowa”, „Inferno”, „Komu Wnyz” (Ukraina), Lake Of Tears (Szwecja), Torhaus, Cemetery of Scream (Polska).
Od początku 2010 roku, ze względu na twórcze różnice pomiędzy muzykami, grupa zawiesiła swą pracę na czas nieokreślony. Oficjalnego oświadczenia o rozstaniu jednak nie było, więc formalnie „Połynowe Pole” nadal istnieje.

## Muzycy
- Marianna Łaba - wokal, sopran (od 2007)
- Andrij Kindratowycz - gitara basowa, wokal-growling (od 2004)
- Jurij Krupjak - gitara (od 2007)
- Andrij Dyvozor - instrumenty klawiszowe (od 2016)
- Lycane Graven - perkusja (od 2018)

## Dyskografia

### Demo
- "Połynowe Pole" (2006)

### Albumy studyjne
- "Czysti Duszi" (EP) (2008)
- "Na Semy Witrach" (LP) (2009)
- "Pid Chołodnym Kamenem" (EP) (2010)
- "On The Edge Of The Abyss" (LP) (2017)